# Siêu tập đoàn

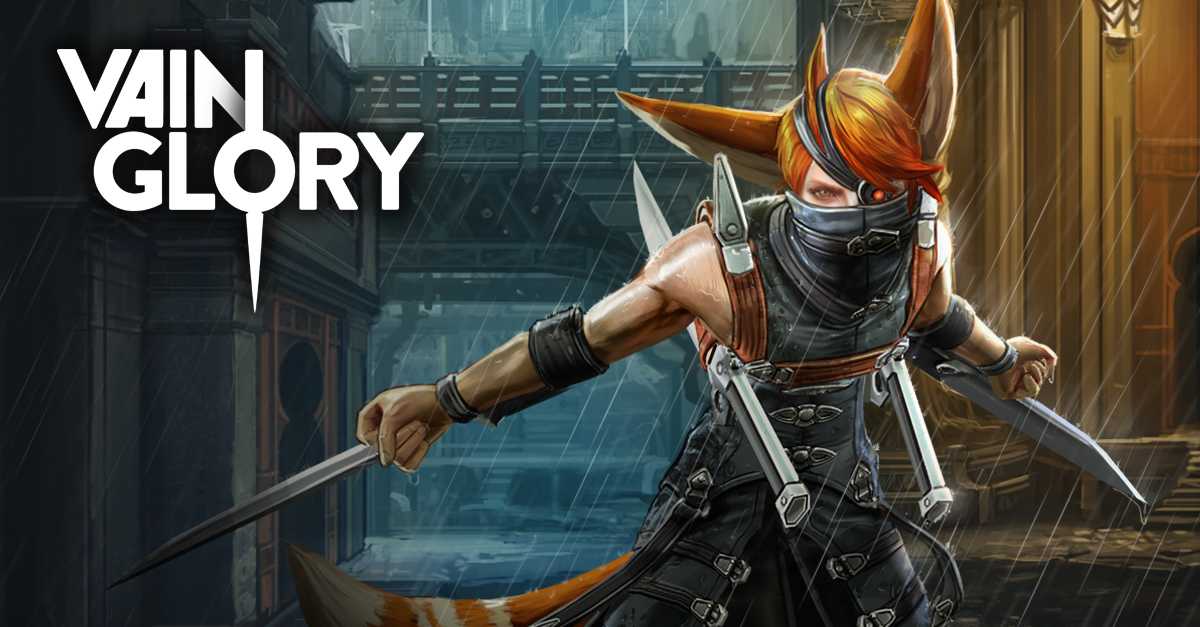
Siêu tập đoàn hư cấu Vain Glory

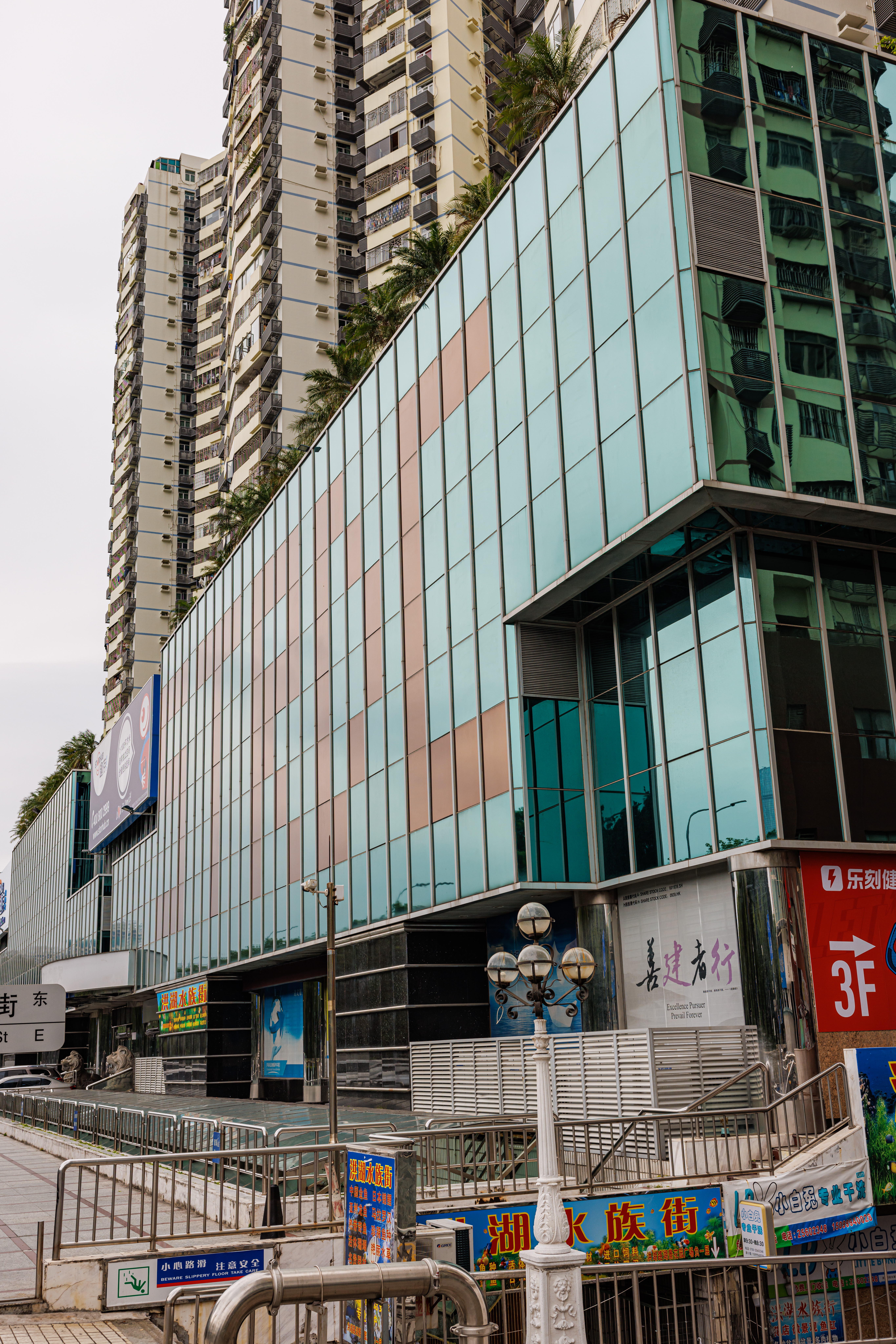
Siêu tập đoàn Walmart ngoài đời thực

Siêu tập đoàn (Megacorporation hay Mega-corporation hoặc Megacorp) một thuật ngữ ban đầu được Alfred Eichner đặt ra trong cuốn sách The Megacorp and Oligopoly: Micro Foundations of Macro Dynamics của ông nhưng được William Gibson phổ biến. Tên gọi này trong tiếng Anh bắt nguồn từ sự kết hợp của tiền tố mega- (quá cỡ) với từ corporation (doanh nghiệp). Tên gọi này đã trở nên phổ biến trong văn học Cyberpunk. Nó đồng nghĩa với syndicate (liên minh), globalist- (thuyết toàn cầu) hoặc tư bản xuyên quốc gia (transnational capital). Tên gọi này đề cập đến một tập đoàn (thường là hư cấu) với vai trò là một tập đoàn có quy mô khủng (thường là thuộc về khu vực tư nhân, do các gia tộc, tài phiệt, đại tư bản), nắm giữ quyền kiểm soát độc quyền hoặc gần như độc quyền đối với nhiều thị trường (do đó thể hiện cả độc quyền theo chiều ngang và theo chiều dọc) và nắm giữ khoa học công nghệ tối tân. Siêu tập đoàn (Megacorps) mạnh đến mức họ đứng trên cả pháp luật của chính quyền, sở hữu quân đội tư nhân được trang bị vũ khí hạng nặng (thường có quy mô quân đội), là đơn vị điều hành lực lượng cảnh sát tư nhân, nắm giữ lãnh thổ "chủ quyền" (chủ đất), hệ thống phòng thí nghiệm quy mô, và thậm chí hoạt động như những chính phủ thực thụ. Họ thường kiểm soát nhân viên của mình ở mức độ lớn, đưa ý tưởng về "văn hóa doanh nghiệp" lên một tầm cao mới. Trong cuốn sách Hiệu ứng Wal-Mart, tác giả Charles Fishman đã mô tả Walmart là "một nhóm các siêu tập đoàn mà Wal-Mart chỉ là ví dụ điển hình và sống động nhất".

## Hư cấu
Những tổ chức siêu tập đoàn như vậy như một yếu tố chính của các tác phẩm khoa học viễn tưởng đã có từ lâu trước cyberpunk, xuất hiện trong các tác phẩm của các nhà văn như Philip K. Dick (Do Androids Dream of Electric Sheep? năm 1968), Thea von Harbou (Metropolis năm 1927), Robert A. Heinlein (Citizen of the Galaxy năm 1957), Robert Asprin (The Cold Cash War năm 1977), và Andre Norton (Tiểu thuyết ''Solar Queen''). Việc sử dụng rõ ràng thuật ngữ này trong trò chơi khoa học viễn tưởng Traveller từ năm 1977 có trước khi Gibson sử dụng nó. Các công ty xuyên quốc gia, và sau đó là các công ty siêu quốc gia trong Bộ ba tác phẩm về sao Hỏa của Kim Stanley Robinson là một ví dụ về các tập đoàn lớn có ảnh hưởng chính trị vượt trội hơn hầu hết các quốc gia.
Trong loạt phim Alien, các nhân vật liên tục bị thao túng và đe dọa bởi tập đoàn khổng lồ vô đạo đức Weyland-Yutani, tập đoàn này tìm cách kiếm lợi từ Người ngoài hành tinh. Trong bộ phim năm 2016 mang tên Assassin's Creed, nhân vật Cal Lynch của tổ chức sát thủ người Tây Ban Nha thế kỷ XV là Aguilar de Nerha đã bị tổ chức Templar hiện đại của Abstergo Foundation ở Madrid bắt giữ để tìm Quả táo Eden. Trong bộ phim hoạt hình Pixar WALL-E, siêu tập đoàn Buy n' Large đã hoàn toàn thay thế mọi chính phủ hành tinh. Trong loạt phim Avatar, Cơ quan Phát triển Tài nguyên (RDA) là một tập đoàn lớn vượt trội hơn hầu hết các chính phủ về sự giàu có, ảnh hưởng và sức mạnh quân sự. RDA đã độc quyền sở hữu tất cả các thuộc địa và tài sản ngoài trái đất, được một ủy ban quốc tế cấp phép vĩnh viễn.
Trong trò chơi chiến lược khoa học viễn tưởng Stellaris, người chơi có thể chọn điều khiển một tập đoàn lớn đã thâu tóm mọi khía cạnh của chính phủ ngoài hành tinh của họ, với các chính sách khác nhau như chế độ nô lệ theo hợp đồng, các tập đoàn truyền thông hoặc thậm chí là phục hồi nhân viên. Trong trò chơi điện tử The Outer Worlds, nhiều tập đoàn lớn mua bản quyền hệ mặt trời từ chính phủ Trái đất. Các thuộc địa của tập đoàn, cách xa hàng năm ánh sáng khỏi ảnh hưởng của chính phủ, thực tế được quản lý bởi các công ty mẹ của họ, với việc làm đóng vai trò là quyền công dân. Trong loạt phim Assassin's Creed, một tập đoàn hiện đại Templar của Abstergo bắt cóc những người có hậu duệ của Hội anh em sát thủ (Order of Assassins) được đưa vào Animus để lấy thông tin và tìm kiếm quả táo Vườn địa đàng. Trong loạt phim Doom thì tập đoàn Union Aerospace Corporation (UAC) là một tập đoàn đa hành tinh—thường được gọi là một siêu đoàn lớn. Trong Compilation of Final Fantasy VII, thì công ty Shinra Electric Power Company được gọi là một siêu tập đoàn vì sự thống trị đối với năng lượng Mako và điện, đồng thời tích cực cạnh tranh với quốc gia Wutai bằng cách xây dựng quân đội riêng, giúp họ cai trị dân chúng. Trong Shadows of Doubt, siêu tập đoàn Starch Kola được bầu làm người lãnh đạo của quốc gia hư cấu United Atlantic States, nơi có tất cả các thành phố trong trò chơi. Họ có một lực lượng cảnh sát tư nhân được gọi là Starch Kola Enforcers, có trụ sở tại mọi Tòa thị chính ở United Atlantic States.
Trong Cyberpunk 2077, một số tập đoàn lớn (đáng chú ý nhất là Arasaka và Militech) là những thực thể đa quốc gia thống trị hầu hết mọi khía cạnh của xã hội, từ chính trị đến kinh tế. Những tập đoàn này hùng mạnh đến mức chúng hoạt động gần giống như các quốc gia, kiểm soát các vùng lãnh thổ rộng lớn và ảnh hưởng đến cuộc sống hàng ngày của người dân. Chúng thường hoạt động ngoài hoặc ngoài tầm với của các chính phủ truyền thống, thường thể hiện các hoạt động tàn bạo, phá sản về mặt đạo đức, bị thúc đẩy từ sự theo đuổi không ngừng nghỉ siêu lợi nhuận và quyền lực. Đạo đức là thứ yếu, và chiến tranh doanh nghiệp - cả kinh tế và thể chất - có thể dẫn đến cái chết của hàng nghìn, nếu không muốn nói là hàng triệu người. Những tập đoàn này thường tham gia vào các hoạt động phá hoại, gián điệp hoặc thậm chí dàn dựng các cuộc đảo chính chính trị để bảo vệ lợi ích của họ. Chúng cũng thao túng dư luận thông qua phương tiện truyền thông và kiểm soát thông tin, đảm bảo hình ảnh của chúng vẫn trong sạch trong khi các hoạt động phi đạo đức của chúng vẫn được che giấu. Trong loạt phim Titanfall của Apex Legends, có một tập đoàn lớn có tên là Interstellar Manufacturing Corporation (IMC) thống trị toàn bộ ngành khai thác và sản xuất trên khắp Frontier (thiên hà) có trụ sở tại Trái Đất, cũng như duy trì các nhà thầu quân sự tư nhân để đàn áp những người bất đồng chính kiến.